# 蔣驥 (明朝)
蔣驥（1378年—1430年），字良夫，浙江钱塘（今杭州）人。明朝政治人物。

## 生平
建文二年（1400年），蔣驥中式三甲第三十四名进士，授行人，为人寡语清廉。永樂初，修太祖實錄，升翰林院检讨。修《永樂大典》，為副總裁。
仁宗即位，升左春坊左司直郎。宣宗即位，升侍講，参修太宗、仁宗两朝《实录》，書成，賜白金文綺，升侍講學士。宣德五年（1430年），升禮部右侍郎。同月暴病卒。